# Владивостокская епархия (католическая)
Владивостокская епархия Католической Церкви (лат. Dioecesis Vladivostokensis) — упразднённая епархия Римско-Католической церкви.

## История
2 февраля 1923 года Римский папа Пий XI издал буллу Semper Romani, которой учредил Владивостокскую епархию, выделив её из учрежденного в 1921 году апостольского викариата Сибири. Территория Владивостокской епархии охватывала Приморский и Амурский края, а также северную Маньчжурию и северную часть острова Сахалин (южная в этот период принадлежала Японии). В это время только во владивостокском приходе Пресвятой Богородицы насчитывалось более 5 000 местных прихожан и ещё примерно столько же беженцев из западных губерний.
Построен (1909 - 1921 гг.) каменный неоготический храм, который в 1923 году получил статус кафедрального собора. Отреставрирован и достроен (колокольные башни и шпили) с 1993 по 2010 годы.
28 мая 1931 года Владивостокская епархия передала часть своей территории, включая два прихода Святого Иосафата и Святого Станислава для образования Апостольской Администратуры северной Маньчжурии, ныне Апостольская администратура Харбина.
Первым и единственным епископом епархии стал Кароль Сливовский, хиротония которого состоялась в Харбине 28 ноября того же 1923 года (консекратор — арх. Чельсо Костантини, в то время апостольский делегат в Китае, впоследствии кардинал). В 1927 году восьмидесятилетний епископ был выселен из приходского дома и отправлен в пригородный поселок Седанка, где жил у прихожанки Казимиры Пиотровской и находился под надзором органов госбезопасности. 5 января 1933 года он скончался. Похоронен на местном кладбище. Могила утеряна.
Приходы Владивостокской епархии в основном исчезли в 1930-х годах в связи с арестами священников и прихожан. Тем не менее, епархия формально продолжала существовать до 13 апреля 1991 года, когда была упразднена в связи с созданием новых канонических структур Католической Церкви в России.

## Ординарии епархии
- епископ Кароль Сливовский (2.02.1923 — 5.01.1933);
  - Sede vacante до 13.04.1991 года.

## Источник
- Булла Semper Romani, AAS 15 (1923), стр. 443  (лат.)